# Удське
У́дське (рос. Удское) — село у складі Тугуро-Чуміканського району Хабаровського краю, Росія. Адміністративний центр та єдиний населений пункт Удського сільського поселення.

## Населення
Населення — 418 осіб (2010; 576 у 2002).
Національний склад (станом на 2002 рік):
- евенки — 68 %